# 伊原正明
伊原 正明（いはら まさあき、7月5日 - ）は、日本の男性声優。大阪府出身。賢プロダクション所属。

## 略歴
在阪の高校・大学に通い、10代の時は特段の目標もなく過ごしていたが、大学3回生を目の前に、役者の道を目指した。
スクールデュオ15期アッパークラス卒業。同期の声優は小松昌平。

## 人物
特技はラグビー、英会話、大阪弁。趣味はホラー作品鑑賞、昭和歌謡やチップチューンを聴く。

## 出演

### テレビアニメ
2014年
- パックワールド（パックワールドの住人、ゴーストパイレーツ、巨大ゴースト）

2015年
- 銀魂 シリーズ（2015年 - 2017年、忍A、天導衆） - 2シリーズ
- コンクリート・レボルティオ〜超人幻想〜（運転手）

2016年
- 少年メイド（魚屋）
- デジモンユニバース アプリモンスターズ（黒服の男）

2017年
- エルドライブ【ēlDLIVE】（メリエス、ドラグライン、先生）
- 鬼平（ヤクザ）
- ベルセルク（兵士、戦魔兵、奴隷商人）
- 遊☆戯☆王VRAINS（医師、オペレーター、磯巻、ハノイの騎士）
- 将国のアルタイル（ロットウルムA）
- 活撃 刀剣乱舞（浪士）
- メイドインアビス（住民）
- 血界戦線 & BEYOND（ブリゲードアルジェントのボス）

2018年
- ラーメン大好き小泉さん（店員C、店長）
- オーバーロード シリーズ（2018年 - 2022年、ボウロロープ侯、メッセンジャーモンスター、ウンライ、チョウスケ、ヨーラン・ディクスゴード、ノア・ズィデーン 他） - 3シリーズ 
- 新幹線変形ロボ シンカリオン（2018年 - 2022年、山口ナガト、駅員、フュリアスフレイム、鉄道ファン、マントルイーター 他） - 2シリーズ
- おそ松さん（敵兵）
- 一人之下 羅天大醮篇/全性篇（蔵龍、張静清、劉興揚）
- 剣王朝（刺客A、魏王）
- BEATLESS（議員B、紳士、PMC、実験都市職員、電機メーカー重役〈中枢A〉 他）
- カードキャプターさくら クリアカード編（警備員）
- グランクレスト戦記（サイード・クーチェス）
- 銀河英雄伝説 Die Neue These 邂逅（将校）
- ルパン三世 PART5（残党A、小隊長）
- 僕のヒーローアカデミア（2018年 - 2023年、警視庁幹部、老人、タルタロス所長、冷の父、シンガポール大使 他） - 4シリーズ
- 夢王国と眠れる100人の王子様（店主）
- BANANA FISH（ブル）
- 進撃の巨人（2018年 - 2021年、デレトフ、住民、幹部、調査兵、同士D 他） - 3シリーズ
- ぐらんぶる（ラグビー部員、ラグビーA）
- 若おかみは小学生!（幹事）
- からくりサーカス（2018年 - 2019年、誘拐組、パイロット、クローグ村 農夫、町人、黒賀衆 他）
- アイカツフレンズ!（審査員）

2019年
- ルパン三世 グッバイ・パートナー（特殊部隊隊長）
- 賢者の孫（スティーブ）
- トライナイツ（審判）
- 警視庁 特務部 特殊凶悪犯対策室 第七課 -トクナナ-（銀行員A、男A）
- ちはやふる3（2019年 - 2020年、観客、記録係、翠北会）
- サザエさん

2020年
- ラディアン（魔法騎士オルデリック）
- 群れなせ!シートン学園（園芸部・部員、猛獣♂、輪島コマンドルスキー）
- 映像研には手を出すな!（生徒）
- もっと!まじめにふまじめ かいけつゾロリ（2020年 - 2022年、警備員、衛兵A、手下A、クレーマーA、衛士1 他） - 3シリーズ
- 異常生物見聞録（鎖帷子）
- クレヨンしんちゃん（2020年 - 2024年、チョンマゲ団部下C、漫才師B、喫茶店のマスター、サラリーマンB、下っぱB）
- 池袋ウエストゲートパーク（店員）
- 魔女の旅々（マッチョの弟）
- 『ヒプノシスマイク -Division Rap Battle-』Rhyme Anima（踊飯）

2021年
- トロピカル〜ジュ!プリキュア（キャプテン、番長、監督、街の人、国語の先生 他）
- デュエル・マスターズ キング シリーズ（2021年 - 2022年、アミノ、聖魔連結王 ドルファディロム、無頼 ブロンズ‐1、超九極 チュートピア、天龍神アークゼオス、邪帝縫合王 ザ＝デッドルナ） - 2シリーズ
- ドラゴンクエスト ダイの大冒険 (2020)（重臣）
- MARS RED（石山中将、駐日大使）
- 忍たま乱太郎（2021年 - 2025年、忍者、子分、農家の人、店主、元祖まんじゅう屋さん 他）
- スライム倒して300年、知らないうちにレベルMAXになってました（店の客A）
- SHAMAN KING（参上等、密猟者、アシュクロフト）
- ヴァニタスの手記（招待客B）
- 出会って5秒でバトル（真栗順平）
- ドラえもん（テレビ朝日版第2期）（2021年 - 2024年、監督、おじさん、店主）
- ルパン三世 PART6（殺し屋⑤）
- サクガン（街の男）

2022年
- ニンジャラ（2022年 - 2024年、マフィア、幹部、オランジイ）
- 平家物語（牛）
- 幻想三國誌 -天元霊心記-（衛兵2）
- ふしぎ駄菓子屋 銭天堂（コンテストの審査員、こがね堂の職人）
- ちいかわ（2022年 - 2023年、お面キメラ、コック）
- シャインポスト（小林さん）
- それでも歩は寄せてくる（うるしの祖父）
- 黒の召喚士（大隊長）
- 農民関連のスキルばっか上げてたら何故か強くなった。（C国の使者）
- 不滅のあなたへ（コルコダ）
- 名探偵コナン（2022年 - 2023年、刑事、田中一郎）

2023年
- 火狩りの王（2023年 - 2024年、執事、火狩り、照三の父、監察官、群衆の声 他） - 2シリーズ
- ノケモノたちの夜（王）
- 勇者が死んだ!（村人、討伐隊、悪魔）
- 天国大魔境（住民、桐子のファン）
- 異世界はスマートフォンとともに。2（オルバ・ストランド）
- 魔術士オーフェンはぐれ旅 聖域編（司祭）
- デッドマウント・デスプレイ（刑事）
- アンデッドガール・マーダーファルス（記者）
- 文豪ストレイドッグス（警官、兵士C）
- 実は俺、最強でした?（ポルコス）
- ゾン100〜ゾンビになるまでにしたい100のこと〜（一刀両断されるゾンビ）
- 盾の勇者の成り上がり Season3（奴隷狩りA、男、襲撃者A）
- ビックリメン（ローディ、リーマンB）
- ポーション頼みで生き延びます!（領主）
- 聖女の魔力は万能です（店主）

2024年
- SHAMAN KING FLOWERS（ヤス）
- 青の祓魔師 シリーズ（2024年 - 2025年、悪魔、祓魔師） - 2シリーズ
- 異世界でもふもふなでなでするためにがんばってます。（町長、匠の氏長）
- ザ・ファブル（組織の男2）
- 夜のクラゲは泳げない（CDショップ店長）
- 転生貴族、鑑定スキルで成り上がる（家具職人、チャド） - 2シリーズ
- 怪獣8号（鷹尾）
- 烏は主を選ばない（北家の宮烏）
- 魔王軍最強の魔術師は人間だった（海賊B、男性客B）
- 株式会社マジルミエ（おじさんA）
- ブルーロック VS. U-20 JAPAN（男性VIP客、監督）

2025年
- チ。-地球の運動について-（貧民）
- いずれ最強の錬金術師?（バートン）
- 鬼人幻燈抄（父親）
- ガチアクタ（マッチョな男）
- 陰陽廻天 Re:バース（陰陽師）
- SAKAMOTO DAYS（猪田）

### 劇場アニメ
2010年代
- 映画 プリキュアオールスターズ 春のカーニバル♪（2015年、ドロボーン）
- 劇場版マクロスΔ 激情のワルキューレ（2018年）
- 劇場版総集編【前編】メイドインアビス 旅立ちの夜明け（2019年）
- クレヨンしんちゃん 新婚旅行ハリケーン 〜失われたひろし〜（2019年、仮面族）

2020年代
- ジョゼと虎と魚たち（2020年）
- クレヨンしんちゃん もののけニンジャ珍風伝（2022年、関所番）
- 犬王（2022年）
- 雨を告げる漂流団地（2022年、熊谷祐太）
- 劇場版 PSYCHO-PASS サイコパス PROVIDENCE（2023年、法務省事務次官）
- 青春ブタ野郎はおでかけシスターの夢を見ない（2023年、校長）
- デッドデッドデーモンズデデデデデストラクション（2024年、中川大五郎） - 前後章
- 劇場版 オーバーロード 聖王国編（2024年、ディエル・ガン・ズー）

### OVA
- 蒼穹のファフナー THE BEYOND（2019年、漁協の人）

### Webアニメ
2010年代
- ポケモンジェネレーションズ（2017年、ロット、ハチク）
- DEVILMAN crybaby（2018年、隊長）
- 異世界居酒屋〜古都アイテーリアの居酒屋のぶ〜（2018年、ウィンデルマーク伯）
- 無限の住人-IMMORTAL-（2019年、他流道場主、門弟）

2020年代
- 薄明の翼（2020年、解説者、カイリキー、研究員E、警備員）
- 日本沈没2020（2020年、男B）
- TIGER & BUNNY 2（2022年、先輩警官）
- ルパン三世VSキャッツ・アイ（2023年、兵B）
- PLUTO（2023年、ロボット兵士）
- T・Pぼん（2024年、小林、盗賊B、客A、ファイアクス、ビリー・クラントン 他） - 2シリーズ

### ゲーム
2010年代
- ドラゴンクエストX 目覚めし五つの種族 オンライン（2012年 - 2024年、モモリオン王、時の車掌ゼーベス、城門の門番兵ディレン、武器屋ガレー、アズ・フーラズーラ、スフヤ、ルドン、トラちゃん）
- マインクラフト:ストーリーモード シーズン2（2017年、ナーム、ヴォス、オックスブラッド、ケント 他）
- ブラウンダスト（2018年、ヨハン）
- イドラ ファンタシースターサーガ（2018年、シェンク）
- アークザラッド R（2019年、エイギル）
- プリンセスコネクト！Re:Dive（2019年、王宮騎士）
- ポケモンマスターズ（2019年、やまおとこ）

2020年代
- 龍が如く7 光と闇の行方（2020年）
- ソードアート・オンライン アリシゼーション リコリス（2020年）
- 三國志 覇道（2020年、虞翻、顔良）
- テイルズ オブ アライズ（2021年）

### 吹き替え

#### 映画
- アイリッシュ・ウィッシュ
- アウトバーン（ミルコ〈クレーメンス・シック〉）
- オッペンハイマー（ボリス・パッシュ〈ケイシー・アフレック〉[24]）
- ガーディアンズ・オブ・ギャラクシー:VOLUME 3[25]
- シャザム!〜神々の怒り〜（ゲックル先生[26]）
- シラノ（ル・プレ〈バシール・サラフディン〉）
- シング・フォー・ミー、ライル[27]
- スパイク・ガールズ（審判）
- 聖闘士星矢 The Beginning[28]
- 沈黙の鉄槌（部下1）
- 唐人街探偵 東京MISSION（東南アジア商会 男2、司会者）
- トリプル9 裏切りのコード（フランコ・ロドリゲス〈クリフトン・コリンズ・Jr〉）
- ネイビーシールズ ナチスの金塊を奪還せよ!（カート・ダッフイー〈ディアミッド・マルタ〉）
- ビバリーヒルズ・コップ ※Netflix版
- ビバリーヒルズ・コップ2
- Beyond the Law（部下1）
- フォードvsフェラーリ
- ブラッド・スローン（ハーマン）
- マザーレス・ブルックリン（トニー・ヴェルモンテ〈ボビー・カナヴェイル〉）
- マッドマックス 怒りのデス・ロード
- Merry Christmas! 〜ロンドンに奇跡を起こした男〜（牧師）
- ラスト・ナイツ
- レジェンド・オブ・ドラゴン 鉄仮面と龍の秘宝（シルコ〈イゴール・キストル〉）
- ロボシャーク vs. ネイビーシールズ（サムナ）

#### ドラマ
- アメリカン・ゴシック 〜偽りの一族〜
- オビ＝ワン・ケノービ（フレック〈ザック・ブラフ〉）
- カウンターパート/暗躍する分身
- Queen of the South 〜女王への階段〜（ポテ）
- サンズ・オブ・アナーキー
- GCHQ:英国サイバー諜報局（デヴィッド・ニール〈アレックス・ジェニングス〉[29]）
- ジ・アメリカンズ
- ジャーナリスト事件簿 〜匿名の影〜（デンマーク人）
- SCORPION/スコーピオン（チェット）
- ブラインデッド:ゾウズ・フー・キル（セーアン・デデンロート〈イェンス・アナセン〉[30]）
- BULL / ブル 法廷を操る男（ロッコ、憲兵、タクシー運転手）
- HOMELAND（パルヴェス）
- BOSCH/ボッシュ

#### アニメ
- アバター 伝説の少年アン
- スター・ウォーズ:ヤング・ジェダイ・アドベンチャー（ファラズ）
- スパイダーマン:スパイダーバース（男性教師9）
- DC がんばれ!スーパーペット（コーギー犬[31]）
- 長ぐつをはいたネコと9つの命[32]
- 101匹わんちゃんストリート（ダンテ）
- ボージャック・ホースマン（アルド）
- モンスター・ホテル クルーズ船の恋は危険がいっぱい?!（車掌）
- LEGO スター・ウォーズ/リビルド・ザ・ギャラクシー（スカラ）

### ボイスオーバー
- 野生に生きる

### デジタルコミック
- 親愛なるオメガへ（2023年、山の手の小父、男性給仕係、長尾家の男1）[33]

### シリーズ一覧
1. ↑  第3期『銀魂ﾟ』（2015年）、第4期『銀魂.』（2017年）
2. ↑  第2期『II』（2018年）、第3期『III』（2018年）、第4期『IV』（2022年）
3. ↑  第1期（2018年 - 2019年）、第2期『新幹線変形ロボ シンカリオンZ』（2022年）
4. ↑  第3期（2018年）、第4期（2019年）、第5期（2021年）、第6期（2023年）
5. ↑  Season 3 Part 1（2018年）、Season 3 Part 2（2019年）、The Final Season Part 1（2021年）
6. ↑  第1シリーズ（2020年）、第2シリーズ（2021年）、第3シリーズ（2022年）
7. ↑  第2期『キング！』（2021年 - 2022年）、第3期『キングMAX』（2022年）
8. ↑  第1シーズン（2023年）、第2シーズン（2024年）
9. ↑  第3期『島根啓明結社篇』（2024年）、第4期『終夜篇』（2025年）
10. ↑  第1期（2024年）、第2期（2024年）
11. ↑  前章（2024年）、後章（2024年）
12. ↑  シーズン1（2024年）、シーズン2（2024年）